# Schönbornstraße (Bad Kissingen)
Die Schönbornstraße befindet sich in Bad Kissingen, der Großen Kreisstadt des unterfränkischen Landkreises Bad Kissingen und beherbergt mehrere Baudenkmäler des Ortes.

## Geschichte
Die Schönbornstraße stellt sich als Ausfallstraße als Fortsetzung der innerstädtischen Ludwigsbrücke dar. Ein Teil der Schönbornstraße gehört zum Bad Kissinger Stadtteil Garitz.
| Foto | Adresse                             | Anmerkung                                                                               |
| ---- | ----------------------------------- | --------------------------------------------------------------------------------------- |
|      | Schönbornstraße 9                   | Gasthaus, 1893, Architekt: Christoph Mayer                                              |
|      | Terrasse Adresse: Schönbornstraße 9 | zum Gasthaus Schönbornstraße 9 gehörig, ebenfalls 1893                                  |
|      | Schönbornstraße 11                  | Ehemalige Kurvilla, im Kern von 1875                                                    |
|      | Schönbornstraße 13                  | Ehemalige Kurpension, um 1900, Architekt: August Gleißner                               |
|      | Schönbornstraße 15                  | Wohngebäude, 1899, Architekt: Gustav Schrader                                           |
|      | Schönbornstraße 16                  | Ehemaliges Kurheim, 1907–1908, Architekt: Carl Krampf                                   |
|      | Schönbornstraße 37                  | Mietshaus, von Bernhard Geiling und Leonhard Ritter, 1907, zum Stadtteil Garitz gehörig |
|      | Schönbornstraße 51                  | römisch-katholische Kirche von 1972/73                                                  |
|      | Schönbornstraße 60                  | Wohngebäude, um 1900                                                                    |